# ArXiv
arXiv (duże X w nazwie reprezentuje grecką literę χ (chi), nazwę należy więc czytać ‘archiv’) – elektroniczne archiwum naukowych preprintów. Gromadzi artykuły z następujących dziedzin: fizyki z astronomią, matematyki, informatyki, statystyki i biologii (quantitative biology) i matematyki finansowej. Archiwum powstało w roku 1991 w Los Alamos National Laboratory, początkowo dostępne było pod adresem xxx.lanl.gov. Obecnie funkcjonuje przy Uniwersytecie Cornella.
Prace publikowane w arXiv nie są recenzowane, ale mogą być tam umieszczane wyłącznie przez zarejestrowanych i zaufanych autorów (endorsers). Aby zostać zaufanym autorem wystarczy potwierdzenie od innego zaufanego autora. Większość prac umieszczanych w arXiv jest publikowana także w recenzowanych czasopismach naukowych.
Prace umieszczone w archiwum są dostępne bezpłatnie dla wszystkich użytkowników Internetu.

## Historia
Założycielem arXiv był Paul Ginsparg, fizyk pracujący w Laboratorium Los Alamos. Niezadowolony z tradycyjnych metod dystrybucji najświeższych wyników prac naukowych (kopie papierowe przesyłane pocztą lub wersje elektroniczne rozsyłane na listy dystrybucyjne poczty elektronicznej) uruchomił on na swoim biurkowym komputerze NeXT serwis przechowujący elektroniczne wersje preprintów z dziedziny teoretycznej fizyki wysokich energii i automatycznie wysyłający powiadomienia o nowych pracach do zainteresowanych. Początkowo użytkownicy komunikowali się z serwerem za pośrednictwem poczty elektronicznej, po kilku miesiącach dodany został serwer FTP, a po około roku dodany został interfejs WWW – podówczas była to nowa technologia świeżo wynaleziona w CERN-ie.
W 1998 roku domena internetowa archiwum została zmieniona z xxx.lanl.gov na obecną arxiv.org
W roku 2001 Ginsparg przeniósł się na Uniwersytet Cornella, przenosząc ze sobą arXiv. Jako jedną z przyczyn decyzji podawał słabe wsparcie dla swej działalności ze strony kierownictwa laboratorium Los Alamos. Uniwersytet zaproponował mu, poza utrzymaniem samego archiwum, posadę w nowo powołanym Wydziale Informatologii i możliwość pracy nad rozwojem cyfrowych bibliotek i archiwów. Od tego też czasu archiwum zaczęło obejmować prace z innych dziedzin, poza fizyką.
W styczniu 2014 archiwum zawierało ponad 900 tys. preprintów, miesięcznie dodawane jest około 8000 nowych, a miesięczna liczba pobrań sięga pięciu milionów.

## Finansowanie
Początkowo arXiv funkcjonował na stacji roboczej na biurku Ginsparga w Los Alamos, sam autor zajmował się w czasie wolnym jego utrzymaniem. Wzrost liczby użytkowników i przechowywanych prac wymusił jednak z czasem przeniesienie archiwum na większy serwer i zatrudnienie etatowych pracowników do jego utrzymania. W Los Alamos działalność ta była finansowana przez państwową Narodową Fundację Nauki, Departament Energii Stanów Zjednoczonych i samo laboratorium.
Po przenosinach na Uniwersytet Cornella finansowanie przejęła biblioteka tego uniwersytetu. W roku 2010 uniwersytet uznał, że nie jest w stanie samodzielnie utrzymywać archiwum i wystosował apel do użytkowników o współfinansowanie. Obecnie, aż do roku 2017, finansowanie projektu jest zagwarantowane wspólnie przez Bibliotekę Uniwersytetu Cornella, Fundację Simonsa i ponad 170 instytucji naukowych z całego świata, które wnoszą wkład wysokości od 1500 do 3000 dolarów rocznie, w zależności od liczby użytkowników w danej instytucji. Wśród instytucji finansujących arXiv jest Wydział Fizyki Uniwersytetu Warszawskiego. Roczny budżet arXiv na rok 2014 to 755 tys. dolarów, z czego 350 tys. daje Fundacja Simonsa, 330 tys. to wpłaty od instytucji współpracujących, a 75 tys. pochodzi od biblioteki Uniwersytetu Cornella.